# Neno
Adelino Augusto da Graça Barbosa Barros, plus connu sous le nom de Neno, est un footballeur international portugais né le 27 janvier 1962 à Praia et mort le 10 juin 2021 à Guimarães. Il évoluait au poste de gardien de but.

## Carrière
- 1981-1984 :  Barreirense
- 1984-1985 :  Vitória Guimarães
- 1985-1987 :  Benfica Lisbonne
- 1987-1988 :  Vitória Setúbal
- 1988-1990 :  Vitória Guimarães
- 1990-1995 :  Benfica Lisbonne
- 1995-1999 :  Vitória Guimarães

## Palmarès

### En club
Avec le Benfica Lisbonne :
- Champion du Portugal en 1987, 1991 et 1994

Avec le Vitória Guimarães :
- Vainqueur de la Supercoupe du Portugal en 1988